# Firefox扩展列表
Firefox扩展是为基于Mozilla Firefox网页浏览器设计的附加组件。一些Firefox扩展也可以在SeaMonkey网页浏览器使用。
在Mozilla的附加组件官方網站可以找到完整的扩展列表。截止2010年5月16日，这个网站共有17936个Firefox扩展。

## 广告屏蔽
- uBlock Origin（页面存档备份，存于）
- Adblock Plus（页面存档备份，存于）
- AdBlock（页面存档备份，存于）
- Poper Blocker（页面存档备份，存于）

## 隐私保护
- Ghostery（页面存档备份，存于）
- Cookie AutoDelete（页面存档备份，存于）
- Privacy Badger（页面存档备份，存于）
- NoScript（页面存档备份，存于）

## 代理服务器管理
- Proxy SwitchyOmega（页面存档备份，存于）
- FoxyProxy Standard（页面存档备份，存于）
- Proxy SmartProxy（页面存档备份，存于）

## 其他工具
- Gesturefy（页面存档备份，存于）：鼠标手势，摇摆手势，滚轮手势。
- smartUp 手势（页面存档备份，存于）：鼠标手势，简易拖曳，超级拖曳，摇杆手势和滚轮手势。
- 闪耀拖拽（页面存档备份，存于）：通过拖拽文字、链接和图像执行相对应操作。
- Stylus（页面存档备份，存于）：通过安装各类 CSS 模板修改网页界面的用户样式管理器。
- Tampermonkey（页面存档备份，存于）：脚本语言管理器，用于改变网页界面。Tampermonkey 官网（页面存档备份，存于）
- Greasemonkey（页面存档备份，存于）：用 JavaScript 脚本自定义网页显示。
- Tabliss（页面存档备份，存于）：在新标签页显示背景图片。
- Firefox Multi-Account Containers（页面存档备份，存于）：Mozilla 官方开发的一个多账号的登录和切换扩展。
- Facebook Container（页面存档备份，存于）：限制 Facebook 网站追踪个人信息。
- Vimperator：为喜欢使用键盘的用户提供了类似于Vim的用户界面
- Pentadactyl：Vimperator派生的一个扩展